# Exército do Azerbaijão

Um soldado do Azerbaijão.

O Exército do Azerbaijão (em azeri: Azərbaycan Silahlı Qüvvələri Quru Qoşunları) consiste no ramo terrestre da República do Azerbaijão. Atuam nas Forças armadas de seu país, exercendo as funções de um exército de prestar suporte e ajuda e ainda (em casos de guerra) guerrear via terrestre. O exército presta serviços da segurança terrestre, além de prestar suporte técnico em seu país. Eles contêm atualmente cerca de 57 mil funcionários ativos e formam muitos componentes. Das tropas incluem a artilharia, tanques, APC's, IFV's e suporte humanitário terrestre. Este exército foi criado em 1918, mas sua formação atual só foi criada em 1992.
O exército foi criado pela primeira vez em 1918, quando a República Democrática do Azerbaijão conseguiu sua independência do Império Russo durante a Revolução e sua posterior guerra civil. O exército durou até 1920, ano em que o país e anexado a União Soviética. O exército foi restabelecida quando o Azerbaijão tornou-se independente após a dissolução da União Soviética. O exército tem um histórico muito forte de acordos com Israel, chegando a firmar vários contratos com nacionais deste país, como a Elbit Systems.